# Simfonia núm. 3 (Gerhard)
La Simfonia núm. 3 "Collages" és una obra en 7 moviments, amb duració aproximada de 20 minuts, per a orquestra simfònica i cinta magnètica. Composta per Robert Gerhard l'any 1960, va ser estrenada el 8 de febrer de 1961 en el Royal Festival Hall a Londres sota la direcció de Rudolf Schwarz.

## Història
L'obra va ser un encàrrec de la Fundació Koussevitzky i dedicada a la memòria del seu fundador, Serge Koussevitzky i la seva esposa, la mecenes Natalia Koussevitsky. El títol original, Collages, fa referència a la diversitat del material original, ja que presenta instrumentació simfònica junt amb cinta magnètica. Més endavant, en una interpretació el 1967, va decidir de posar-li el títol de Simfonia núm. 3.
Gerhard va trobar inspiració en un viatge en avió, quan va veure la sortida del sol a 10.000 m, com si fos "el so de 10.000 trompetes". Això va donar una idea de l'ús de la cinta magnètica, de fet els primers sons de la cinta a la simfonia recorden el so d'un avió. També va aportar en la idea d'estructura: cada moviment representaria un moment concret del dia, tot recordant el Salm 113: "Des de la sortida del sol fins a la posta, sigui lloat el nom del Senyor" (Sl 113, 3).
És una de les primeres obres que combina música electrònica amb orquestra, encara que Edgard Varèse ja ho havia fet a Déserts (1954). La diferència radica en el fet que aquest últim utilitza la cinta intercalada entre diferents parts instrumentals, mentre que a l'obra de Gerhard, la cinta sona al mateix temps que l'orquestra. A la partitura es poden veure indicacions de dinàmica que han de ser controlades per un intèrpret.

### Estrena i crítiques
L'estrena va ser el 8 de febrer de 1961 al Royal Festival Hall, a Londres, sota la direcció de Rudolf Schwarz. Va ser objecte de crítiques bastant dispars. Aquesta que segueix és de l'estrena:
| «                                          | At this performance the noises only very occasionally seemed to add anything worthwhile to the music.For the most part they were felt to be rather annoying intrusion on what the orchestra was saying, andonce the novelty had worn off, the ear tended to ignore them as far as possible, just as it would anyother continuous sound that was not a product of the music. | En poques ocasions els sorolls semblaven afegir alguna cosa que valgués la pena. En general, es percebien com intrusos en allò que deia l'orquestra. Quan la novetat desapareixia, l'oïda intentava ignorar-los el millor que podia, com si fos un altre so continu que no provenia de la música. | » |
| — The Glasgow Herald, 13 de febrer de 1961 | | |   |

Aquesta altra crítica és la d'una interpretació a Barcelona el 1970, any de la seva mort:
| « | Gerhard, deixeble de Schönberg, ha continuat la línia de la «gran música» amb una dedicació exemplar, i ha revelat unes facultats creadores de primera categoria, sobre la base d'un ofici sense falles. Escoltant la Simfonia núm. 3, «Collages» per a orquestra i banda electrònica, tenia la impressió de presenciar un esforç heroic, sobrehumà, apel·lant a tots els recursos, per tal de salvar l'existència de la «música». Per a mi Gerhard ha estat un dels últims grans valors de la música en el seu sentit tradicional, i àdhuc ha dedicat sincers esforços a la recerca de noves idees. Ha fet més d'allò que podríem demanar a un home de la seva generació (1896-1970), i moltes de les seves obres hauran d'estar presents en una veritable antologia musical del segle xx. | » |
| — Sebastià Benet, «El meu festival», Serra d'Or (Barcelona), any XII, núm. 135 (15 desembre 1970), p. 124. | |   |

## L'obra

### Instrumentació[2]
- Vent-fusta a 3: 
  - 2 flautes, 1 piccolo
  - 2 oboes, 1 corn anglès
  - 2 clarinets en La, 1 clarinet baix
  - 2 fagots, 1 contrafagot.
- Vent-metall:
  - 4 trompes
  - 3 trompetes en Do
  - 2 trombons, 1 trombó baix
  - 1 tuba.
- Percussió: 
  - Timbales
  - Intèrpret 1: plat suspès, 3 tom-toms xinesos (petit, mitjà i gran), cròtals, maraques, caixa i caixes xineses (petita i gran).
  - Intèrpret 2: tam tam i bombo.
  - Intèrpret 3: xylorimba i glockenspiel.
  - Intèrpret 4: vibràfon.
  - Intèrpret 5: marimba.
- Arpa.
- Piano.
- Cinta magnètica.
- Cordes: 
  - Violins 1ers.
  - Violins 2ns.
  - Violes.
  - Violoncels.
  - Contrabaixos

### Estructura i estil
Gerhard presenta una estructura de 7 moviments que representen moments concrets del dia, des de l'albada fins a la nit. Va encapçalar aquests moviments amb uns subtítols suggestius:
- I. Allegro moderato: Resplendor de la sortida del sol.
- II. Lento: Aterratge tornant a la terra.
- III. Allegro con brio: La ràbia i desesperació de l'home en la foscor del migdia.
- IV. Moderato: Estat d'inconsciència.
- V. Vivace: L'oblit deixa pas a l'eufòria.
- VI. Allegretto: Pampallugues de llum de ciutats llunyanes.
- VII. Calmo: En la calma de la nit.

La "foscor del migdia" del 3r moviment fa referència a l'obra d'Arthur Koestler, Sonnenfisternis, traduït a l'anglès com a Darkness at Noon. Pel que fa als elements compositius, podem trobar material provinent del folklore espanyol, tant a nivell rítmic com melòdic, per exemple en l'ús del trichord [0,1,3], propi del mode frigi. També hi ha patrons melòdics-rítmics que fan referència a balls populars espanyols. Per altra banda, utilitza les sèries de 12 notes com a elements estructurals de l'obra, com a bon deixeble de Schönberg, però amb una perspectiva més flexible.
Pel que fa a la cinta, va enregistrar tot tipus de sons i els va editar en el laboratori personal que instal·là a casa seva el 1958, encara que alguns dels sons no els va grabar ell mateix. Per exemple, l'any 1959 va demanar per carta a Joaquim Homs que enregistrés i li enviés el so de dues castanyoles diferents.
Per tant, prenent la varietat d'elements que justifica el títol Collages, Gerhard combina diferents estils sense renunciar a la seva habitual referència a les arrels mediterrànies pròpies.

## Enregistraments
- Pérez, Víctor Pablo (1993) Roberto Gerhard 3: Symphony no.1 - Symphony no.3 "Collages". [enregistrament sonor]. Orquesta Sinfónica de Tenerife. Audivis Valois Montaigne. MON 782103
- Bamer, Mathias (1997) Gerhard: Symphony no.3 "Collages", epithamalion, piano concerto. [enregistrament sonor] BBC Symphony Orchestra. Chandos Records LTD. CHAN 9556.